# Gulftown
Gulftown is de codenaam van een processorreeks van Intel die de Nehalem-microarchitectuur gebruikt. Het is de opvolger van de Intel Core i7-975. De processoren werden als Intel Core i7 op de markt gebracht. Oorspronkelijk werd er verondersteld dat Gulftown-processoren als Intel Core i9 zouden verkocht worden. De eerste Gulftown-processoren waren de Core i7-970 en de Core i7-980 XE die beide in 2010 verschenen.
De Gulftown is opgebouwd als hexacore. Hexacore wil zeggen dat de processor zes rekenkernen gebruikt. Per core kunnen de Gulftown-processoren twee threads behandelen zodat hij in staat is om simultaan twaalf threads te behandelen. De Gulftown-processoren hebben een uitbreiding van het level-3 cachegeheugen. Deze wordt vergroot van 8 tot 12 MB. Qua infrastructuur gebruikt de processoren dezelfde als die van andere i7-9xx's, namelijk de LGA 1366. Het is daarmee mogelijk om ze op hetzelfde moederbord te plaatsen.
Deze processoren zijn op 32 nm gebakken.